# Jean-Antoine-Marie Foulquier
Jean-Antoine-Marie Foulquier, né à Lafon, près de Gradels, paroisse de Valady dans le département actuel de l'Aveyron, le 7 février 1798 et mort à Rodez le 20 février 1882, était un ecclésiastique français. Il fut ainsi, durant presque 24 ans, évêque de Mende, puis évêque émérite jusqu'à sa mort.

## Biographie
Il est ordonné prêtre en 1821 dans le diocèse de Rodez.
Il est nommé évêque de Mende en janvier 1841, et est consacré sur le siège de saint Privat le 2 septembre 1841.
Il participe au premier concile œcuménique du Vatican en 1869-1870.
Il résigne en 1873, ayant atteint l'âge de 75 ans, et reste évêque émérite de Mende, jusqu'à sa mort dans la cité épiscopale en 1882.
Il est enterré dans le caveau des évêques de la cathédrale Notre-Dame-et-Saint-Privat de Mende.

## Distinction
- Chevalier de la Légion d'honneur (16 aout 1854)[1]

## Armes
Coupé, au 1ier d'azur au triangle d'argent rayonnant d'or ; au 2ième  de gueules, à l'agneau d'argent couché sur une croix et d'un missel de même.

## Titres
- Évêque de Mende
- Chanoine de 1er ordre de Saint-Denis
- Assistant au Trône pontifical
- Comte Romain
- Chevalier de la Légion d'Honneur

## Sources et références
1. ↑  « Recherche - Base de données Léonore », sur www.leonore.archives-nationales.culture.gouv.fr (consulté le 3 septembre 2022)